# Josip Kuže
Josip Kuže (Vranje, 13 novembre 1952 – Zagabria, 16 giugno 2013) è stato un allenatore di calcio e calciatore jugoslavo con cittadinanza croata, di ruolo difensore.

## Carriera

### Giocatore
Ha giocato con la Dinamo Zagabria dal 1971 al 1981, sempre in massima serie.

### Allenatore
Ha allenato nel campionato australiano, tedesco, croato, giapponese e cinese. Ha inoltre guidato le Nazionali del Rwanda e dell'Albania.

## Palmarès

### Giocatore

#### Competizioni nazionali
- Coppa di Jugoslavia: 1

Dinamo Zagabria: 1979-1980

#### Competizioni internazionali
- Coppa dei Balcani per club: 1

Dinamo Zagabria: 1977

### Allenatore

#### Competizioni nazionali
- Campionato croato: 1

Dinamo Zagabria: 2005-2006